# Schweighausen
Schweighausen est une commune de Rhénanie-Palatinat en Allemagne.
Schweighausen appartenait avec Frücht à la seigneurie vom Stein et leur dernier possesseur fut Heinrich Friedrich Karl vom Stein.